# Let It Be Me
Let It Be Me (alternativ: Flirty Dancing) ist eine US-amerikanische Filmkomödie aus dem Jahr 1995. Regie führte Eleanor Bergstein, die auch das Drehbuch schrieb.

## Handlung
Die Lehrerin Emily und der Psychologe Gabriel sind verlobt. Gabriel sieht ein tanzendes Paar und beschließt spontan, für die in einigen Wochen geplante Hochzeit Tanzunterricht bei Corinne zu nehmen. Er verliebt sich in die Frau. Es stellt sich heraus, dass Corinnes Freund und Geschäftspartner Bud in der High School mit Emily befreundet war; er war damals ihr Tanzpartner.
Währenddessen wirbt Corinnes Kollege John um die verwitwete Marguerite. Eines Tages sieht Marguerite John, als dieser und seine Freunde Essen an Obdachlose verteilen. Marguerite lädt John in ein Restaurant ein und bittet ihn, ihr bei der Verwaltung ihres Vermögens zu helfen. Sie sagt, sein Umgang mit Obdachlosen beweise, dass er ein vertrauenswürdiger Mann sei.
Gabriel spricht sich mit Emily aus und fordert, dass beide den Tanzunterricht nicht mehr besuchen. Emily lehnt dies ab. Sie trifft sich mit Bud, während Gabriel zu einer Konferenz in eine andere Stadt fahren soll. Emily erzählt Bud, dass sie in der High School von ihm schwanger war, aber die Schwangerschaft abbrach, als Bud die Stadt verließ. Währenddessen trifft sich Gabriel mit Corinne. Beide Paare treffen sich, als John Corinne und Bud wegen eines Einbrechers in der Tanzschule anruft.
Emily und Gabriel sagen die Hochzeit ab; Gabriel zieht aus der gemeinsamen Wohnung aus. Beide treffen sich auf der Hochzeit von John und Marguerite. Bud und Corinne versöhnen sich auf der Feier und tanzen miteinander. Emily bemerkt, manche Paare würden zusammengehören und erinnert sich an ihr erstes Treffen mit Gabriel. In der letzten Szene wird Emily während eines Unterrichts in der Schule gezeigt, Gabriel bringt das gemeinsame Kind in die Schule.

## Kritiken
Film-Dienst schrieb, der Film sei eine „Liebeskomödie im modernen Gewand, die vor allem von ihren guten Darstellern lebt, denen man jede Wendung des Plots abnimmt, da ihre Charaktere vielschichtig eingeführt werden“. Ihm fehle „manchmal der Schwung“, er biete jedoch „liebenswerte und geschmackvolle Unterhaltung“ sowie warte „mit der 64jährigen, noch immer mädchenhaft wirkenden Leslie Caron in einer nahezu separaten Nebenhandlung auf“.
Die Zeitschrift TV direkt 23/2007 bezeichnete den Film als „hohl“.
Die Zeitschrift TV Spielfilm schrieb, der Film sei „‚Dirty Dancing‘ für Große“.

## Hintergründe
Die Produktionskosten betrugen schätzungsweise 20 Millionen US-Dollar.